# Padaasih (Cijati)
Padaasih is een bestuurslaag in het regentschap Cianjur van de provincie West-Java, Indonesië. Padaasih telt 4583 inwoners (volkstelling 2010).